# Suzuki SX4 WRC
Suzuki SX4 WRC – samochód rajdowy zbudowany przez Suzuki World Rally Team w oparciu o model SX4 (hatchback). Stworzony całkowicie od podstaw służył wyłącznie jednemu – startom w Rajdowych Mistrzostwach Świata.
Jak każdy WRC, samochód wyposażono w 2-litrowy, turbodoładowany silnik. Powstał on na bazie najnowszej wersji jednostki napędowej o symbolu J-20A produkowanej już od ponad 10 lat. Po odbyciu stosownej kuracji wzmacniającej J20 generuje 320 KM w zakresie 4000-4500 obrotów oraz 590 niutonometrów przy 3500 obrotach na minutę. Samochód waży 1230 kg. Za zatrzymanie tej masy odpowiedzialne są tarcze hamulcowe o średnicy 370 mm oraz 8 zacisków (dotyczy przedniej osi w spec. asfaltowej).
Za stworzenie samochodu odpowiedzialni są w większości ci sami ludzie, którzy projektowali Peugeota 206 WRC, z głównym inżynierem, Francuzem Michel'em Nandan na czele.
Suzuki SX4 WRC zadebiutowało w cyklu Rajdowych Mistrzostw Świata w 2008 roku. Co prawda już w ubiegłym sezonie pojawiło się na trasach – pierwszy raz podczas Rajdu Korsyki, ale bardziej chodziło wówczas o testy, niż o sportową rywalizację. Za kierownicą Suzuki w rundach Rajdowych Mistrzostw Świata startowali doświadczony Toni Gardemeister oraz młody, utalentowany Per-Gunnar Andersson). Tymczasem przez cały czas trwały prace nad jego udoskonaleniem. Inżynierowie i mechanicy mają co robić, choć w pierwszych dwóch rundach pojazd dał próbkę swoich dużych możliwości.
15 grudnia 2008 roku Suzuki Motor Corporation postanowiła zawiesić starty w Rajdowych Mistrzostwach Świata. Suzuki zadebiutowało w cyklu WRC zaledwie rok wcześniej, wystawiając do rywalizacji dwa samochody.

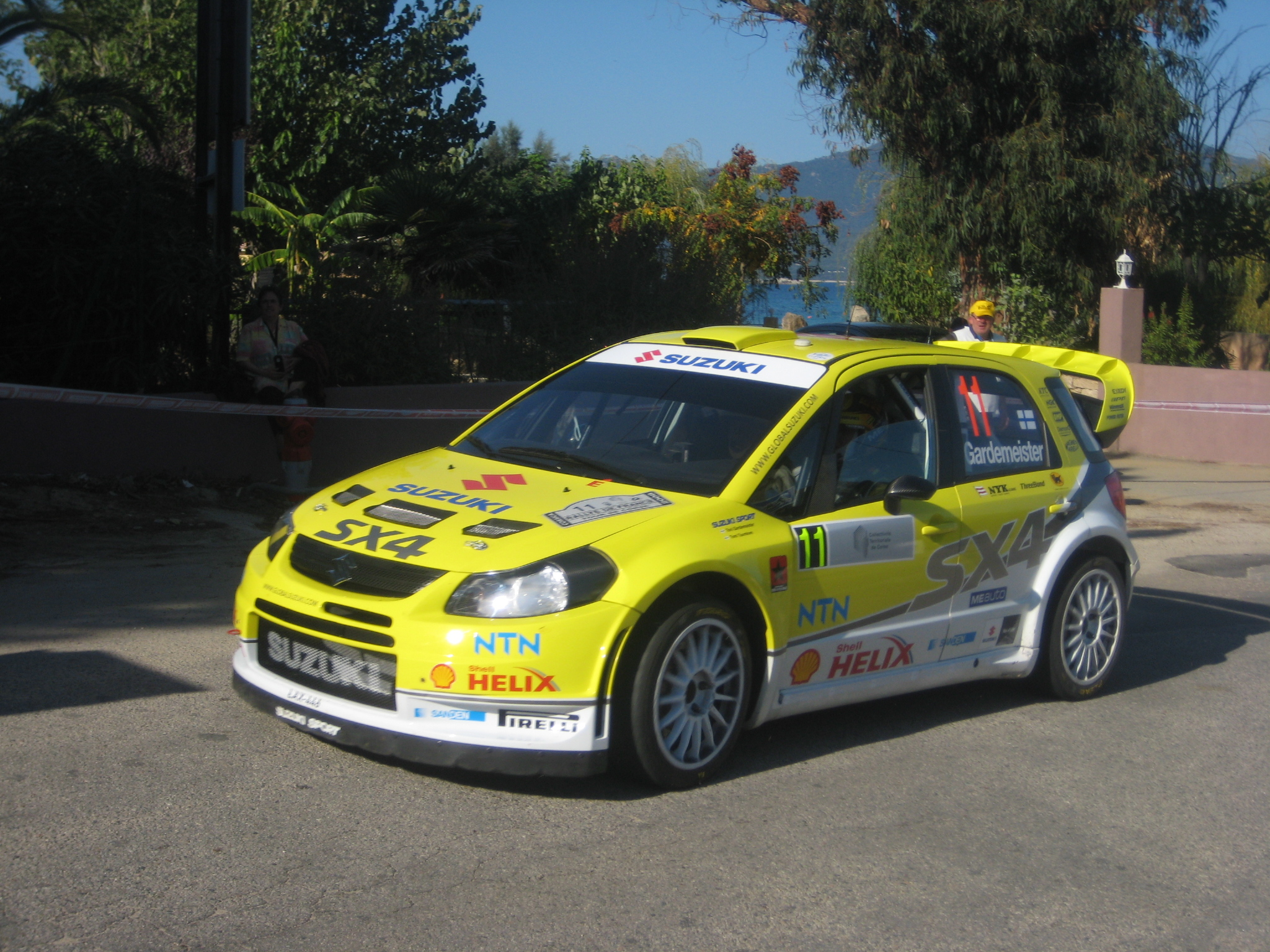
Toni Gardemeister za kierownicą SX4 WRC podczas Rajdu Francji 2008

## Dane techniczne[1]

### Silnik
- Silnik turbodoładowany, czterocylindrowy z dwoma wałkami rozrządu (DOHC), szesnastozaworowy, chłodzony cieczą
- Pojemność skokowa – 1977 cm³
- Moc maksymalna – 235 kW (320 KM) przy 4000-4500 obr./min
- Maksymalny moment obrotowy - 590 Nm przy 3500 obr./min

### Wymiary
- Długość/szerokość/wysokość – 4135/1770/1450 mm
- Rozstaw osi - 2500 mm
- Masa własna pojazdu – 1230 kg

### Układ napędowy
- Napęd na wszystkie cztery koła
- Skrzynia biegów - pięciobiegowa manualna sekwencyjna
- Centralny mechanizm różnicowy sterowany elektronicznie

### Hamulce
- Przednie - tarcze hamulcowe o średnicy 370 mm wyposażone w zaciski ośmiotłoczkowe na asfalt i o średnicy 300 mm wyposażone w zaciski czterotłoczkowe na szuter
- Tylne - tarcze hamulcowe o średnicy 355 mm wyposażone w zaciski ośmiotłoczkowe na asfalt i o średnicy 300 mm wyposażone w zaciski czterotłoczkowe na szuter
- Hamulec ręczny hydrauliczny

### Zawieszenie
- Kolumny McPhersona z przodu i z tyłu ze sprężynami i amortyzatorami firmy Reiger

### Koła i opony
- Koła: asfalt 8’x18’/szuter 7’x15’/lód 6’x16’
- Opony: asfalt 235/40-R18 /szuter: 205/65-R15/lód: 145/85-R16